# Малые Гадомцы
Малые Гадомцы (укр. Малі Гадомці) — село на Украине, основано в 1736 году, находится в Бердичевском районе Житомирской области.
Код КОАТУУ — 1820882102. Население по переписи 2001 года составляет 114 человек. Почтовый индекс — 13353. Телефонный код — 4143. Занимает площадь 1,123 км².

## Адрес местного совета
13353, Житомирская область, Бердичевский р-н, с.Закутинцы, ул.Октябрьская, 10